# All My Heart
Albums de Mari Hamada
Introducing...
(1994) Persona
(1996)
Compilations par Mari Hamada
Inclination
(1994)
All My Heart est un album de Mari Hamada sorti en 1994 pour le marché asiatique (hors Japon), comprenant des reprises en anglais et d'anciens titres.

## Présentation
L'album sort le 4 août 1994 dans divers pays d'Asie sous le label MCA Records. C'est le deuxième de la chanteuse à être édité hors du Japon, après Introducing... Mari Hamada sorti en Asie un an auparavant. Les photos de la couverture sont les mêmes que celles du livret de la compilation Inclination sortie quatre mois plus tôt au Japon.
L'album contient douze titres, dont neuf en anglais. Les huit premiers sont des ré-interprétations d'anciens titres re-titrés pour l'occasion : With All My Heart (version en anglais de Over The Rainbow de la compilation Sincerely), In My Private Heaven (version en anglais de Private Heaven de l'album Anti-Heroine), Get lucky Tonight (version en anglais de Call My luck, single de l'album Love Never Turns Against), Only Love (version en anglais de My Tears de la compilation Heart and Soul), Heart In Motion (version en anglais de Forever, single de la même compilation), Till Tomorrow (version en anglais de Tomorrow de l'album homonyme), Out Of My Hands (version en anglais de Open Your Heart, single de la compilation Sincerely), et Heaven Knows (When I Wish Upon a Star) (version en anglais de Heaven Knows, single de l'album Colors).
Quatre de ces titres ré-interprétés figuraient déjà sur l'édition européenne de l'album Introducing... parue six mois plus tôt en Europe, mais étaient absents de l'édition asiatique originale de 1993, d'où leur présence sur ce deuxième album pour l'Asie. 
L'album All My Heart contient aussi trois titres en japonais extraits des deux précédents albums sortis au Japon, Tomorrow et Anti-Heroine, et en titre bonus une version de Fixing A Broken Heart du groupe australien Indecent Obsession ré-interprétée avec Hamada. Huit des titres en anglais (exceptant Till Tomorrow), longtemps inédits au Japon, y paraitront finalement en 2003 sur la compilation Inclination II.

## Liste des titres
Les paroles sont écrites par Mari Hamada (avec Jody Gray pour les titres n°1 à 8), sauf celles du titre n°12 (écrites par les compositeurs). 
| 1.  | With All My Heart (version en anglais de Over The Rainbow de Sincerely)            | Hiroyuki Ohtsuki                             |  |
| 2.  | In My Private Heaven (version en anglais de Private Heaven de Anti-Heroine)        | Hiroyuki Ohtsuki                             |  |
| 3.  | Get Lucky Tonight (version en anglais de Call My luck de Love Never Turns Against) | Hiroyuki Ohtsuki                             |  |
| 4.  | Only Love (version en anglais de My Tears de la compilation Heart and Soul)        | Takanobu Masuda                              |  |
| 5.  | Heart in Motion (version en anglais de Forever, single de Heart and Soul)          | Hiroyuki Ohtsuki                             |  |
| 6.  | Till Tomorrow (version en anglais de Tomorrow de l'album Tomorrow)                 | Hiroyuki Ohtsuki                             |  |
| 7.  | Out of My Hands (version en anglais de Open Your Heart, single de Sincerely)       | Hiroyuki Ohtsuki                             |  |
| 8.  | Heaven Knows (When I Wish Upon a Star) (version en anglais ; de Colors)            | Hiroyuki Ohtsuki                             |  |
| 9.  | Company (single de l'album Anti-Heroine)                                           | Kazuhiro Hara                                |  |
| 10. | Missing (de l'album Tomorrow)                                                      | Hiroyuki Ohtsuki                             |  |
| 11. | Precious Summer (de l'album Tomorrow)                                              | Tetsuro Oda                                  |  |
| 12. | Fixing a Broken Heart (Bonus Track ; Duet with Indecent Obsession)                 | Hennasey, Duffy, Mcliarmid, Jay, Kirkpatrick |  |